# Imagine Cup
Imagine Cup är en årlig tekniktävling med Microsoft som värd och sponsor. Imagine Cup sammanför unga teknikstuderande över hela världen för att tävla i att lösa svåra globala utmaningar. Imagine Cup är i första hand en tävling i programvaruteknik. Tävlande lag från gymnasium och högre utbildning bjuds in att presentera mjukvarulösningar för att lösa specifika problem under gemensamma förutsättningar och tema. Sedan tävlingen i inleddes 2002 har Imagine Cup stadigt vuxit i storlek; under 2008 deltog 159 000 tävlande från över 100 länder.
Liknande de olympiska spelen, är Imagine Cup organiserat i flera kategorier som representerar olika teknikområden. De bästa tävlingsbidragen i de 9 kategorierna deltar i en final som arrangeras varje år av ett nytt land.

## Tävlingskategorier

### Programmering av mjukvarulösningar
- Mjukvarukonstruktion
- Inbyggda system
- Spelutveckling

### Färdigheter inom IT
- Project Hoshimi - en programmerings utmaning
- Sätta upp IT baserade system
- Problemlösning under stress

### Digitala konstformer / formgivning
- Digital Fotografi
- Digital Kortfilm
- Digital Gränssnittsdesign